# Osorkon I
Osorkon I was de tweede farao van de 22e dynastie. Zijn tweede naam betekent: "Machtig zijn de manifestaties van Re."

## Biografie
Osorkon I volgde zijn vader op. Zijn regeringsdata zijn bekend van verschillende tempels die hij gebouwd zou hebben of die in zijn tijd zijn gebouwd. Zijn tijd was een lange en stabiele periode in de Egyptische geschiedenis. Zijn laatste inscriptie was in jaar 33 van zijn tweede Heb sed, gevonden in de linnen van een mummie van Nachtefmoet. Hij heeft ongeveer 35 jaar geregeerd. Volgens Manetho, die leefde ca. 250 v. Chr, was zijn regeerperiode 15 jaar maar waarschijnlijk maakte hij een fout.
In de historische bronnen wordt meestal verondersteld dat de farao werd opgevolgd door zijn zoon Takelot I; een andere heerser of usurpator, Sjosjenq II zou een tijdlang tussen Osorkon en Takelot hebben geheerst. Zijn moeder was de eerste vrouw van Osorkon I; Takelots moeder was de tweede vrouw van Osorkon I. Sjosjenq II kan echter ook een farao zijn geweest die regeerde in de tijd van Osorkon I. De farao's werden in die periode genoemd naar hun grootvaders, niet naar hun vaders.
Hoewel de tijd van Osorkon I stabiel was, kregen zijn zonen en kleinzoon te maken met Thebe en Opper-Egypte. De tombe van Osorkon I is nooit gevonden. Maar er zijn aanwijzingen dat Egypte welvarend was onder deze farao, omdat Osorkon veel schenkingen deed aan de tempels van Amon, Re-horachte, Hathor, Moet, Thoth en Bastet. Hij liet tempels oprichten in Bubastis, Memphis, Atfih, El-Hiba en Abydos. Hij was de ook de vader van de eerste in de reeks van goddelijke vrouwen van Amon: Sjepenoepet I, die regeerden in Thebe.